# Sortelina Pires
Sortelina da Silva Pires (* 29. Juni 1977) ist eine ehemalige são-toméische Sprinterin auf der 100-m-Distanz und die erste Olympiateilnehmerin aus São Tomé und Príncipe.

## Laufbahn
Bei den Leichtathletik-Juniorenweltmeisterschaften 1994 erreichte Pires im 4. Vorlauf mit einer Zeit von 13,19 Sekunden einen 7. Platz, konnte sich aber nicht für das Viertelfinale qualifizieren. Im 100-Meter-Lauf bei den Leichtathletik-Weltmeisterschaften 1995 erzielte sie eine persönliche Bestzeit von 13,16 Sekunden. Damit befand sie sich auf dem 7. Platz im 2. Vorlauf, der Einzug ins Viertelfinale blieb ihr indes verwehrt.
1996 nahm São Tomé und Príncipe zum ersten Mal bei Olympischen Spielen teil. Im 100-Meter-Lauf der Frauen erreichte sie im 3. Vorlauf den 8. Platz bei einer Zeit von 13,31 Sekunden. Auch hier konnte sie sich nicht für die nächste Runde, das Viertelfinale, qualifizieren.